# Instituto Tecnológico y de Estudios Superiores de Monterrey, Campus Guadalajara
El Instituto Tecnológico de Estudios Superiores de Monterrey, Campus Guadalajara es uno de los campus del Instituto Tecnológico y de Estudios Superiores de Monterrey. Está ubicado en la ciudad de Zapopan, México. Está considerada la mejor universidad privada de México y la número 3 en Latinoamérica en el QS Latin America University Rankings 2020 de QS Top Universities. El campus principal se encuentra en Monterrey, Nuevo León

## Historia
El Tecnológico de Monterrey llegó a Guadalajara en 1977 y recibió a sus primeros estudiantes en instalaciones provisionales; comenzando con la Escuela de Graduados en Administración, que cursaban maestrías.
El Campus Guadalajara abrió sus puertas en agosto de 1991, en un terreno de casi cuarenta hectáreas ubicado al poniente de la zona metropolitana, en el municipio de Zapopan. Así, pudo extender sus servicios y ofrecer preparatoria, carreras profesionales, posgrados y cursos de extensión.
A través del tiempo este campus transformó sus instalaciones hasta convertirse en uno de los más importantes del Sistema Tecnológico de Monterrey y sede de la Vicepresidencia de la Región Occidente. Actualmente es el segundo campus más relevante después del Campus Monterrey.